# Sistar
Sistar (Hangul: 씨스타) hay SISTAR là nhóm nhạc nữ gồm 4 thành viên của Hàn Quốc thuộc sự quản lý của Starship Entertainment. Các thành viên bao gồm: Hyolyn (trưởng nhóm), Bora (rapper), Soyou và Dasom. Cái tên Sistar là tên ghép của 2 từ: sister (chị em gái) và star (ngôi sao), vừa thể hiện các thành viên sẽ yêu thương gắn bó với nhau như chị em gái, vừa chỉ rõ ước mơ cả nhóm sẽ theo đuổi là trở thành những ngôi sao hàng đầu. Fanclub của nhóm có tên gọi là STAR1.

## Lịch sử hoạt động

### Trước khi ra mắt
Trưởng nhóm Hyorin đã từng thử giọng hai lần tại JYP Entertainment trước đó, và được chấp nhận thử lần hai. Bước đầu, công ty đã lên kế hoạch rằng Hyorin, Miss A Min và Secret Song Ji Eun sẽ thành lập một nhóm nhạc mới. Tuy nhiên, kế hoạch bị hủy bỏ, và cô rời công ty. Sau đó, cô thử giọng vào Starship, và được nhận.
Thành viên Soyou, từng là thực tập sinh của Cube Entertainment, đã cover lại ca khúc của Navi "On The Road" trong kì thi thử giọng tại Starship.
Nhóm xuất hiện lần đầu trong một bộ hình cho tập chí Céci vào ngày 19 tháng 3, tại Anh, nhằm quảng bá sản phẩm cho công ty quần áo FUBU.

### 2010–12:Push Push,Shady Girl,How Dare You,So Cool,AlonevàLoving U
Teaser cho MV của bài hát đầu tay của nhóm "Push Push" đã được phát hành vào ngày 01 tháng 6 năm 2010. Hai ngày sau, vào ngày 3 tháng 6 năm 2010, Starship phát hành MV đầy đủ cho "Push Push". Sistar xuất hiện lần đầu tiên các sân khấu âm nhạc hàng tuần là tại chương trình Music Bank vào ngày 4 tháng 6. Nhóm kết thúc chương trình quảng bá cho "Push Push" vào ngày 26 tháng 7.
Nhóm phát hành single thứ 2 mang tên "Shady Girl" vào ngày 25 tháng 8 năm 2010. Teaser của MV được phát hành vào ngày 24 tháng 8 năm 2010 và MV được phát hành một ngày sau đó. MV này có sự tham gia diễn xuất của Heechul, thành viên nhóm Super Junior.

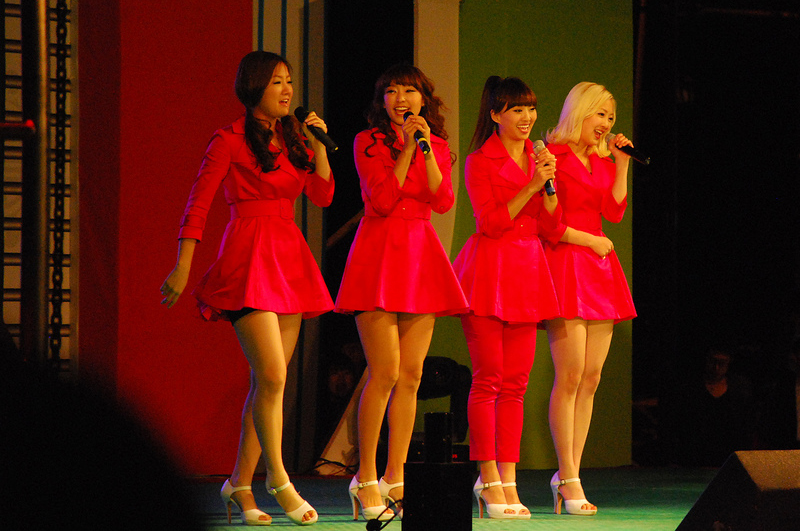
Sistar vào tháng 10 năm 2010

Vào thời gian này, Sistar đã bắt đầu trình diễn ở các nước châu Á khác. Ngày 14 tháng 9, Sistar được mời biểu diễn trong "Liên hoan âm nhạc Hallyu" của Nhật Bản chỉ có sự tham gia của các nhóm nhạc nữ Hàn Quốc. Ngày 10 tháng 10, Sistar cũng xuất hiện lần đầu ở Thái Lan, biểu diễn các bài hát hit của họ "Push Push" và "Shady Girl" trên chương trình "Teen Superstar" của Thái Lan.
Teaser cho "How Dare You" được phát hành vào ngày 23 tháng 11, MV dự kiến sẽ được phát hành một ngày sau khi đó. Tuy nhiên, do các cuộc giao tranh biên giới giữa Hàn Quốc và Cộng hòa Dân chủ Nhân dân Triều Tiên ở Yeonpyeong làm cho các video âm nhạc được đẩy trở lại gần một tuần. MV đầy đủ cuối cùng đã được phát hành vào ngày 02 tháng 12. "How Dare You" đã càn quét các bảng xếp hạng âm nhạc lớn như MelOn, Soribada,Bugs, Monkey3, và Daum Music và trở thành single đạt vị trí số 1 đầu tiên của họ. "How Dare You" giành được giải thưởng của chương trình Music Bank vào ngày 17 tháng 12 năm 2010.
Ngày 09 tháng 12, nhóm đã tham dự lễ trao giải Golden Disk, được trao giải thưởng Nhóm nhạc mới.

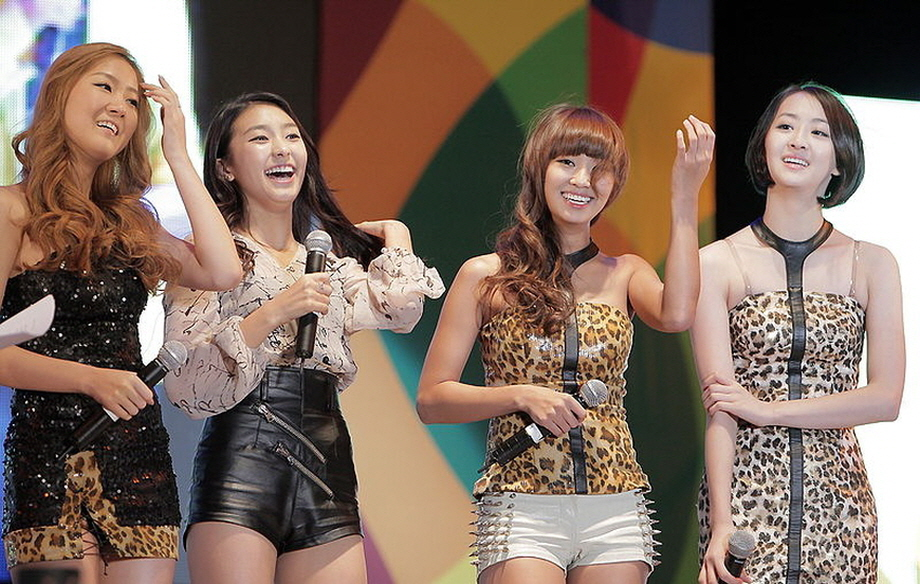
Sistar vào tháng 10 năm 2011

Ngày 27 tháng 4, Starship đã công bố rằng Sistar sẽ được ra mắt một nhóm nhỏ, mang tên Sistar19 gồm thành viên Hyolyn và Bora. Các teaser cho "Ma Boy", bài hát đầu tay của họ được phát hành vào ngày 29 tháng 4 năm 2011, và MV đầy đủ được phát hành vào ngày 2 tháng 5 năm 2011. Họ phát hành đĩa đơn kỹ thuật số của họ, có tiêu đề "Ma Boy", ngày 3 tháng 5. Sistar19 đã trình bày lần đầu tiên bài hát này trên M! Countdown vào ngày 5 tháng 5 năm 2011.
Sistar quay trở lại vào ngày 21 tháng 7 với album dài mang tên "So Cool". Bài hát cùng tên đứng đầu các BXH âm nhạc Hàn Quốc ngay khi được phát hành. "So Cool" trở thành bài hát đầu tiên đứng đầu BXH Billboard K-POP Top 100 ngay khi BXH được đưa vào hoạt động vào ngày 25 tháng 8. Vào ngày 11 tháng 9 SISTAR chiến thắng lần đầu tiên trên sân khấu Inkigayo.

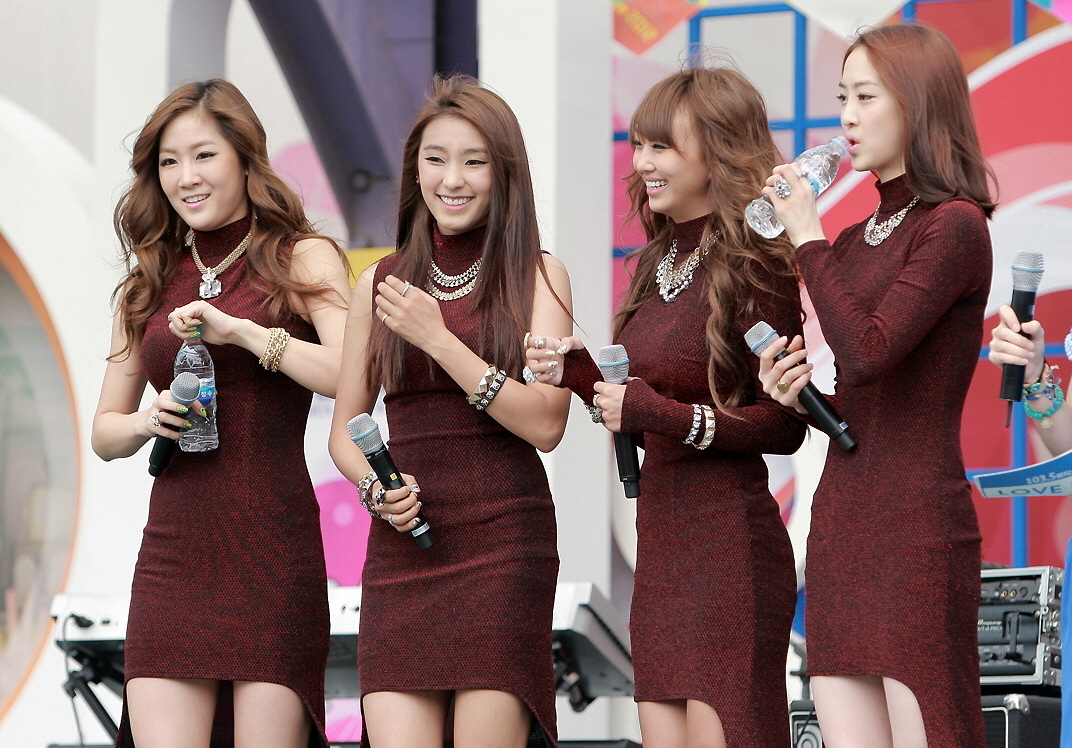
Sistar vào tháng 6 năm 2012

Vào đầu tháng 4, Sistar công bố sẽ phát sóng ca khúc "So Cool" của họ ở 41 quốc gia. Ngày 12 tháng 4, Sistar quay trở lại với mini album mang tên "Alone", gồm 6 bài hát được sản xuất bởi Brave Brothers và chiến thắng 6 show âm nhạc hàng tuần như Mnet MCountdown (ngày 26 tháng 4), KBS Music Bank K-Chart (ngày 27 tháng 4 và ngày 4 tháng 5), SBS Inkigayo Mutizen (ngày 29 tháng 4 và ngày 6 tháng 5) và MBC Music Show Champion (ngày 1 tháng 5), ngoài ra, "Alone" còn giữ kỉ lục chiếm vị trí số 1 của BXH Billboard K-POP Top 100 4 tuần liên tiếp.
Vào ngày 11 tháng 6, Starship thông báo Sistar sẽ trở lại với một bài hát dance mùa hè, khi ca khúc hit "Alone" của họ vẫn chưa rời khỏi các BXH. Album mini lần này mang tên "Loving U", gồm bài hát chủ đề cùng tên được sản xuất bởi Double Sidekick, một bài hát mới mang tên Holiday và bản remix của các bài hit cũ ("Alone", "Ma Boy", "So Cool" và "Push Push"). Sistar phát hành MV "Loving U" và ngày 28 tháng 6 và ngay lập tức đạt "All-kill" khi đứng đầu tất cả các BXH của Hàn Quốc. "Loving U" chiến thắng 2 lần trên sân khấu Music Bank K-Chart vào ngày 17 tháng 7 và 3 tháng 8.

### 2013–15:Give It to Me,Touch My Body,I SwearvàShake It

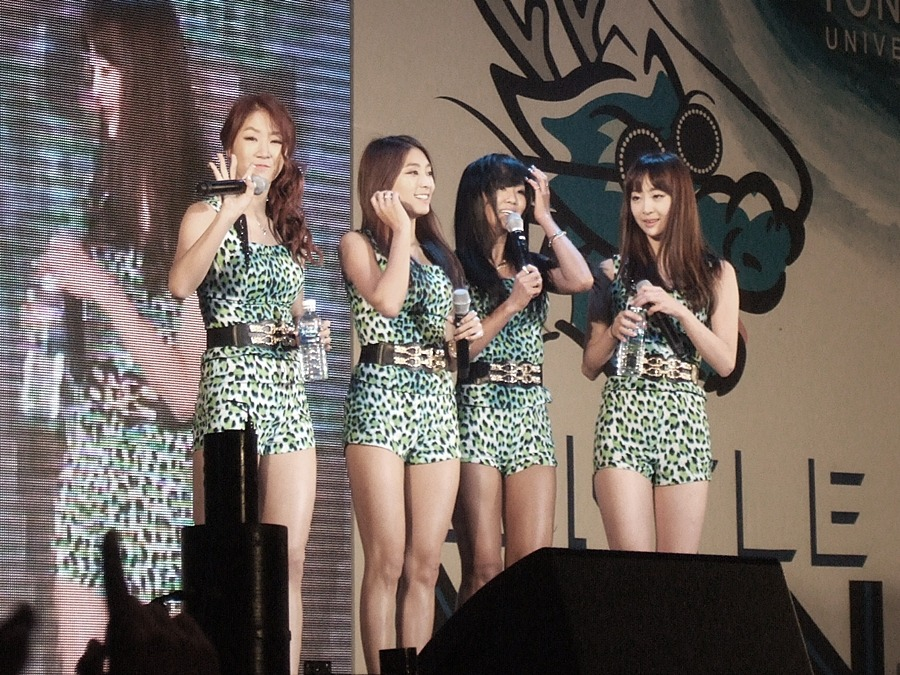
Sistar vào tháng 5 năm 2013

SISTAR19 phát hành album mini đầu tiên, Gone Not Around Any Longer, và ca khúc chủ đề cùng tên vào ngày 31 tháng 1 năm 2013. Ca khúc chủ đề cùng tên đạt Perfect All Kill. [26] nhãn ghi âm của họ, Starship Entertainment, công bố vào ngày 16 Tháng Năm năm 2013 rằng Sistar sẽ trở lại vào giữa tháng sáu, với một xác nhận vào ngày 02 tháng 6, nói rằng họ sẽ bị cho sự trở lại của họ với một album đầy đủ thứ hai. Vào ngày 03 tháng 6 năm 2013, hình ảnh gồm các thành viên Dasom và Bora đã được phát hành. Sau ngày, Sistar phát hành teaser hình ảnh của tất cả các thành viên cho Give It to Me và tiết lộ rằng họ sẽ có một chủ đề Moulin Rouge. Một video teaser cho "Give It to Me" đã được phát hành trong album phòng thu thứ hai ngày 6 tháng Sáu Sistar, Give It to Me, đã được phát hành vào ngày 11 tháng Sáu với ca khúc chủ đề cùng tên. Album ra mắt ở vị trí số bốn trên Gaon Chart. Ca khúc chủ đề " Give it to me" giúp nhóm đạt Perfect All Kill đầu tiên dưới tư cách cả nhóm. Ngày 26 tháng 10, Sistar đại diện Hàn Quốc tại ABU TV Song Festival 2013 tại Hà Nội, Việt Nam, biểu diễn "Give It to Me" hơn Ba single của album..: "The Way You Make Me Melt", "Cry" và "Bad Boy", cũng như hai single quảng cáo, cũng đã được phát hành để quảng bá album. Ngày 26 tháng 11, Hyorin đã phát hành album phòng thu đầu tay Love & Hate, đạt vị trí thứ năm trên Gaon.
Ngày 05 tháng sáu 2014, nhãn Sistar, Starship Entertainment, nói với Newsen rằng nhóm đã làm việc trên một album mới và sẽ trở lại vào đầu tháng Bảy. Ngày 21 tháng bảy, Sistar phát hành mini album thứ ba của họ, Touch N Move cùng với ca khúc chủ đề của nó "Touch My Body". [29] [30] Mini Album rất thành công, đạt hạng hai và tám trên Gaon và bảng xếp hạng Billboard World Mỹ Albums bảng xếp hạng tương ứng. Một đơn "Naughty Hands" đã được phát hành vào cuối tháng Bảy. Ngày 26 Tháng Tám, Sistar phát hành mini album thứ tư của họ và mùa hè thứ hai album đặc biệt mang tên chua ngọt, ngay sau khi chương trình khuyến mãi của "Touch My Body". [31] EP chứa hai ca khúc mới "I Swear" và "Giữ chặt chẽ" và bốn bản remix cho single "Loving U", "Cuốn Not Around lâu hơn", "Give It to Me" và "Touch My Body". Trong tháng mười hai, Sistar đã giành giải thưởng Nhóm nhạc nữ xuất sắc nhất tại lễ trao giải Mnet Asian Music Awards 2014.
Vào ngày 22 tháng 6 năm 2015, Sistar phát hành mini-album thứ năm của mình, Shake It, cùng với ca khúc chủ đề của nó cùng tên Nó đứng vị trí số ba trên Gaon, và hai đĩa đơn mới -. "Shake It" và "Don ' t Be như một Baby "- đã được phát hành vào cuối tháng Sáu. "Shake It" giúp nhóm đạt Perfect All Kill thứ 2. Vào tháng Tám, Hyorin đã được xác nhận tham gia mùa thứ hai của Unpretty Rapstar. Vào ngày 1 tháng 8, Sistar đã có một buổi biểu diễn tại Los Angeles, California vào năm 2015 kcon. Vào ngày 14, họ đã biểu diễn tại Ngày Độc lập lần thứ 70 của Hàn Quốc, đất nước của họ. Ngày 07 Tháng Chín, Hyorin phát hành đĩa đơn "The Wall Destroyer" miễn phí bao gồm một trong những thành viên của Eluphant, Keebee. Ngày 22 Tháng Chín, Soyou hợp tác với ca sĩ Kwon Jeong Yeol (10 cm) single của họ mang tên "Lean on Me", ca khúc all kill toàn bộ BXH và giành chiến thắng trên Mnet M Countdown ngày 10/1/2015.

### 2016–17:Insane Love, "Lonely" và tan rã

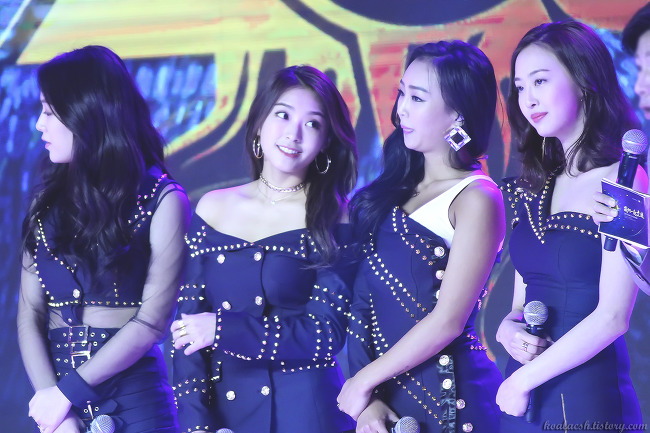
Sistar vào tháng 4 năm 2016

Vào ngày 1 tháng 6 năm 2016, đã có tiết lộ rằng Sistar sẽ trở lại trong tháng 6 với một ca khúc chủ đề được sản xuất bởi Black Eyed Pilseung người cũng sản xuất bài hát Sistar, "Touch My Body". Cùng ngày, Sistar phát hành teaser đầu tiên cho EP thứ tư của họ, sau đó phát hành hai hình ảnh bí ẩn vào ngày hôm sau. Ngày 04 tháng 6, Sistar và người hâm mộ của họ tổ chức kỷ niệm năm thứ 6 Sistar, hiển thị một hình ảnh của các cô gái với những món quà và bánh mà họ nhận được. Ngày hôm sau, họ phát hành một hình ảnh bí ẩn của một hình bóng của một trong các thành viên. Ngày 08 tháng 6, họ phát hành thêm bốn hình ảnh bí ẩn của mỗi thành viên và các phụ kiện của họ. Ngày hôm sau, họ phát hành thêm bốn hình ảnh bí ẩn của mỗi ánh mắt của các thành viên, nhiều bức ảnh cá nhân của các cô gái, và cuối cùng là nhóm ảnh. Vào ngày 10 tháng 6, Starship phát hành một mash up hợp tác của Sistar và DJ Soda. Vào ngày 14 tháng 6, đã tiết lộ rằng ca khúc chủ đề của EP thứ tư của họ, Insane Love, được gọi là "I Like That". Ngày 20 tháng 6, Sistar đã đếm ngược trực tiếp cho video âm nhạc của họ và phát hành album. Vào ngày 21 tháng 6, Starship phát hành "I Like That" video âm nhạc trên kênh YouTube chính thức của họ và chính thức phát hành Insane Love.
Tháng 5 năm 2017, Sistar phát hành một bức ảnh trêu ghẹo tiết lộ rằng họ sẽ quay trở lại vào cuối tháng Năm. Ca khúc mới của họ mang tựa đề "Lonely" do Black Eyed Pilseung sáng tác sẽ được phát hành vào ngày 31 tháng 5. Vào ngày 22 tháng 5, Starship Entertainment xác nhận rằng dự án sẽ là sự trở lại cuối cùng của Sistar và họ sẽ chính thức tan rã sau 7 năm hoạt động. Tất cả các thành viên đã viết thư riêng của họ về việc chia tay với các fan hâm mộ của họ, xác nhận việc tan rã của họ sau đó.
Vào 18 giờ ngày 31 tháng 5 năm 2017 (giờ địa phương), "Lonely" – bài hát cuối cùng của Sistar được sáng tác bởi Black Eyed Pilseung đã chính thức lên sóng. Ca khúc all kill 6 BXH không lâu sau đó. Đây cũng là sản phẩm kết thúc 7 năm hoạt động bên nhau của nhóm nhạc nữ 4 thành viên.
Sau khi kết thúc lịch trình diễn tại Inkigayo vào ngày 4 tháng 6 năm 2017, nhóm chính thức tan rã.

### 2022: Màn trình diễn tái hợp
Ngày 22 tháng 7 năm 2022, các thành viên Sistar đã tái hợp để biểu hiện những bản hit của nhóm trên tập cuối của You Hee-yeol's Sketchbook để ủng hộ cho màn comeback mới lúc đó của Hyolyn.

## Thành viên
| Nghệ danh       | Tên thật    | Tên thật | Tên thật | Tên thật        | Ngày sinh         | Vai trò                                      |
| Nghệ danh       | Latinh      | Hangul   | Hanja    | Hán Việt        | Ngày sinh         | Vai trò                                      |
| --------------- | ----------- | -------- | -------- | --------------- | ----------------- | -------------------------------------------- |
| Bora            | Yoon Bora   | 윤보라   | 尹寶拉   | Doãn Bảo Lạp    | 30 tháng 12, 1989 | Main Rapper, Main Dancer, Sub Vocal          |
| Hyorin (Hyolyn) | Kim Hyojung | 김효정   | 金孝靜   | Kim Hiếu Tĩnh   | 11 tháng 12, 1990 | Leader, Main Vocal, Lead Dancer, Lead Rapper |
| Soyou (Soyu)    | Kang Jihyun | 강지현   | 姜知賢   | Khương Tri Hiền | 12 tháng 2, 1992  | Lead Vocal                                   |
| Dasom           | Kim Dasom   | 김다솜   | 金多順   | Kim Đa Thuận    | 6 tháng 5, 1993   | Visual, Sub Vocal, Maknae                    |

## Danh sách đĩa nhạc

### Album phòng thu
| Album                                                                      | Thông tin album | Thứ hạng cao nhất | Thứ hạng cao nhất | Thứ hạng cao nhất | Doanh số      |
| Album                                                                      | Thông tin album | KOR               | JPN               | US WORLD          | Doanh số      |
| -------------------------------------------------------------------------- | --- | ----------------- | ----------------- | ----------------- | ------------- |
| 1st                                                                        | So Cool - Phát hành: 9 tháng 8 năm 2011 - Độ dài: 36:38 - Ngôn ngữ: Tiếng Hàn - Nhãn hiệu: Starship Entertainment        | 10                | _                 | _                 | - KOR: 25,777 |
| 2nd                                                                        | Give It To Me - Phát hành: 11 tháng 6 năm 2013 - Độ dài: 36:01 - Ngôn ngữ: Tiếng Hàn - Nhãn hiệu: Starship Entertainment | 5                 | 89                | 9                 | - KOR: 22,365 |
| "__" thể hiện đĩa nhạc không được phát hành hay được xếp hạng ở khu vực đó | |                   |                   |                   |               |

### Mini album
| Album                                                                      | Thông tin về album | Danh sách ca khúc                                                                                                   | Thứ hạng cao nhất | Doanh số |
| Album                                                                      | Thông tin về album | Danh sách ca khúc                                                                                                   | KOR               | Doanh số |
| -------------------------------------------------------------------------- | --- | --- | ----------------- | -------- |
| 1st                                                                        | Push Push - Phát hành: 3 tháng 6 năm 2010 - Độ dài: 10:24 - Ngôn ngữ: Tiếng Hàn - Hãng đĩa: Starship Entertainment      | 1. "Here We Come" - 1:02 2. "Push Push" - 3:07 3. "Oh Baby" - 3:08 4. "Push Push (Inst.)" - 3:07                    | 63                | _        |
| 2nd                                                                        | Shady Girl - Phát hành: 25 tháng 8 năm 2010 - Độ dài: 10:41 - Ngôn ngữ: Tiếng Hàn - Hãng đĩa: Starship Entertainment    | 1. "Drop The Beat" - 1:10 2. "Shady Girl" - 3:15 3. "I Don't Want A Weak Man" - 3:01 4. "Shady Girl (Inst.)" - 3:15 | 9                 | _        |
| 3rd                                                                        | How Dare You - Phát hành: 29 tháng 11 năm 2010 - Độ dài: 10:10 - Ngôn ngữ: Tiếng Hàn - Hãng đĩa: Starship Entertainment | 1. "Mighty SISTAR" - 0:41 2. "Over" - 3:19 3. "How Dare You" - 3:05 4. "How Dare You (Inst)" - 3:05                 | 8                 | _        |
| "__" thể hiện đĩa nhạc không được phát hành hay được xếp hạng ở khu vực đó | | |                   |          |